# Raljin
Raljin (cyr. Раљин) – wieś w Serbii, w okręgu pirockim, w gminie Babušnica. W 2011 roku liczyła 16 mieszkańców.